# 토크몬
《토크몬》은 2018년 1월 15일부터 2018년 4월 2일까지 tvN에서 방영되었던 토크쇼 프로그램이다. 강심장을 제작한 박상혁 피디와 강호동 콤비가 오랜만에 선보이는 토크쇼이다.

## MC
- 강호동 : 메인 MC
- 김희선 : 메인 MC
- 이수근
- 신동
- 장도연
- 황제성

### 이전 MC
- 정용화 : 메인 MC

### 스폐셜 MC
- 홍은희 : 패널
- 소유 : 패널
- 딘딘 : 패널
- 소진 : 패널
- 허경환 : 패널
- 박지우 : 패널
- 뮤지 : 패널

## 시청률

### 2018년
| 회차 | 방송일   | TNmS 시청률    | AGB 시청률     |
| 회차 | 방송일   | 대한민국(전국) | 대한민국(전국) |
| ---- | -------- | -------------- | -------------- |
| 1    | 1월 15일 | 1.9%           | 2.3%           |
| 2    | 1월 22일 | 1.7%           | 1.8%           |
| 3    | 1월 29일 | 1.1%           | 1.0%           |
| 4    | 2월 5일  | 1.2%           | 0.9%           |
| 5    | 2월 12일 | 1.4%           | 1.5%           |
| 6    | 2월 19일 | 1.1%           | 1.6%           |
| 7    | 2월 26일 | 0.8%           | 1.3%           |
| 8    | 3월 5일  | 0.9%           | 1.1%           |
| 9    | 3월 12일 | 0.7%           | 1.2%           |
| 10   | 3월 19일 | 1.0%           | 0.6%           |
| 11   | 3월 26일 | 1.1%           | 1.2%           |
| 12   | 4월 2일  | 0.7%           | 1.4%           |